# リサ・ローブ
リサ・ローブ（Lisa Loeb、1968年3月11日 - ）は、アメリカのシンガーソングライター。

## 略歴
アメリカ合衆国テキサス州ダラス出身。ダラスの名門女子校ホッカディ・スクールを卒業後、名門ブラウン大学へ進学。ブラウン大学で比較文学を専攻し1990年に卒業。大学時代のルームメイトであったエリザベス・ミッチェルとともに、Liz And Lisaというバンドで音楽活動を始める。このバンドには、後にソロシンガーとしてアトランティック・レコードよりデビューするダンカン・シークも在籍していた。2枚のアルバムを自主制作でリリースしたのち、ミッチェルはニューヨークに移住、ローブはソロとして活動を始める。
1994年公開の映画『リアリティ・バイツ』（ベン・スティラー監督）のサウンドトラックに、同映画に主演の俳優イーサン・ホークと友人だったという縁がきっかけで、自身の曲「ステイ／Stay (I Missed You)」が収録される。これをきっかけにして同曲が大ヒット、当時レコード会社未契約であったにもかかわらず、ビルボードシングルチャートで1位を記録するという史上初の快挙を成し遂げる。後にゲフィン・レコードと契約し、翌1995年にLisa Loeb & The Nine Stories名義でデビューアルバム「テイルズ／Tails」を発表。その後はソロ名義で音楽活動を続けており、女優・声優としても活動歴がある。
2009年に、トーク番組『レイト･ナイト・ウィズ・コーナン・オブライエン』の音楽監修を務めるローイ・ハーシュコヴィッツと結婚。2009年に長女ライラ、2012年に長男エメットを出産。

## ディスコグラフィ

### スタジオ・アルバム
- 『テイルズ』 - Tails 1995年
- 『ファイアークラッカー』 - Firecracker 1997年
- 『ケーキ＆パイ』 - Cake and Pie 2001年
- 『ハロー・リサ』 - Hello Lisa 2002年（「ケーキ & パイ」の新装版）
- 『ザ・ウェイ・イット・リアリー・イズ』 - The Way It Really is 2004年
- Lisa Loeb & Elizabeth Mitchell名義, 『キャッチ・ザ・ムーン』 - Catch the Moon 2004年
- 『パープル・テープ』 - The Early Years 2008年
- 『ノー・フェアリー・テイル』 - No Fairy Tale 2012年
- Lullaby Girl 2017年

### チルドレンズ・アルバム
- Catch the Moon 2003年
- 『キャンプ・リサ』 - Camp Lisa 2008年
- Lisa Loeb's Silly Sing-Along: The Disappointing Pancake and Other Zany Songs 2011年
- Nursery Rhyme Parade! 2015年
- Feel What U Feel 2016年（第60回グラミー賞において最優秀チルドレンズ・アルバム受賞）

### ベストアルバム
- 『ヴェリー・ベスト・オブ・リサ・ローブ』 - The Very Best of Lisa Loeb 2005年

### その他
- 『ジプシーズ・トランプス・アンド・シーヴズ』 - Gypsies, Tramps, And Thieves 2007年
※デジタル配信限定のカヴァーEP。シェール、オジー・オズボーン、シャナイア・トゥエインの曲をカヴァーしている。

## 出演作品

### 女優業
- TATARI タタリ House on Haunted Hill (1999) チャンネル3・リポーター役
- フライトナイト/恐怖の夜 Fright Night (2011)
- オフロでGO!!!!! タイムマシンはジェット式 2 Hot Tub Time Machine 2 (2015)
- フラーハウス "Fuller House" シーズン5 (2019) 本人役

### 声の出演
- Shorty McShorts' Shorts (2007) エピソード[The Imperfect Duplicates of Dodger Dare] Beauty役
- ティーモ・シュプリーモ Teamo Supremo ティファニー・ジャベリンズ役
- スパイダーマン 新アニメシリーズ Spider-Man: The New Animated Series (2003) メリージェーン・ワトソン役
- ジェイクとネバーランドのかいぞくたち Jake and the Never Land Pirates (2011 - ) Princes Winger役
- ファイヤーバディ Firebuds (2023) ローラ役

## リンク
- Lisa Loeb Official Website
- MySpace内のリサ・ローブのページ
- リサ・ローブ - IMDb（英語）